# Ensemble Phoenix Munich

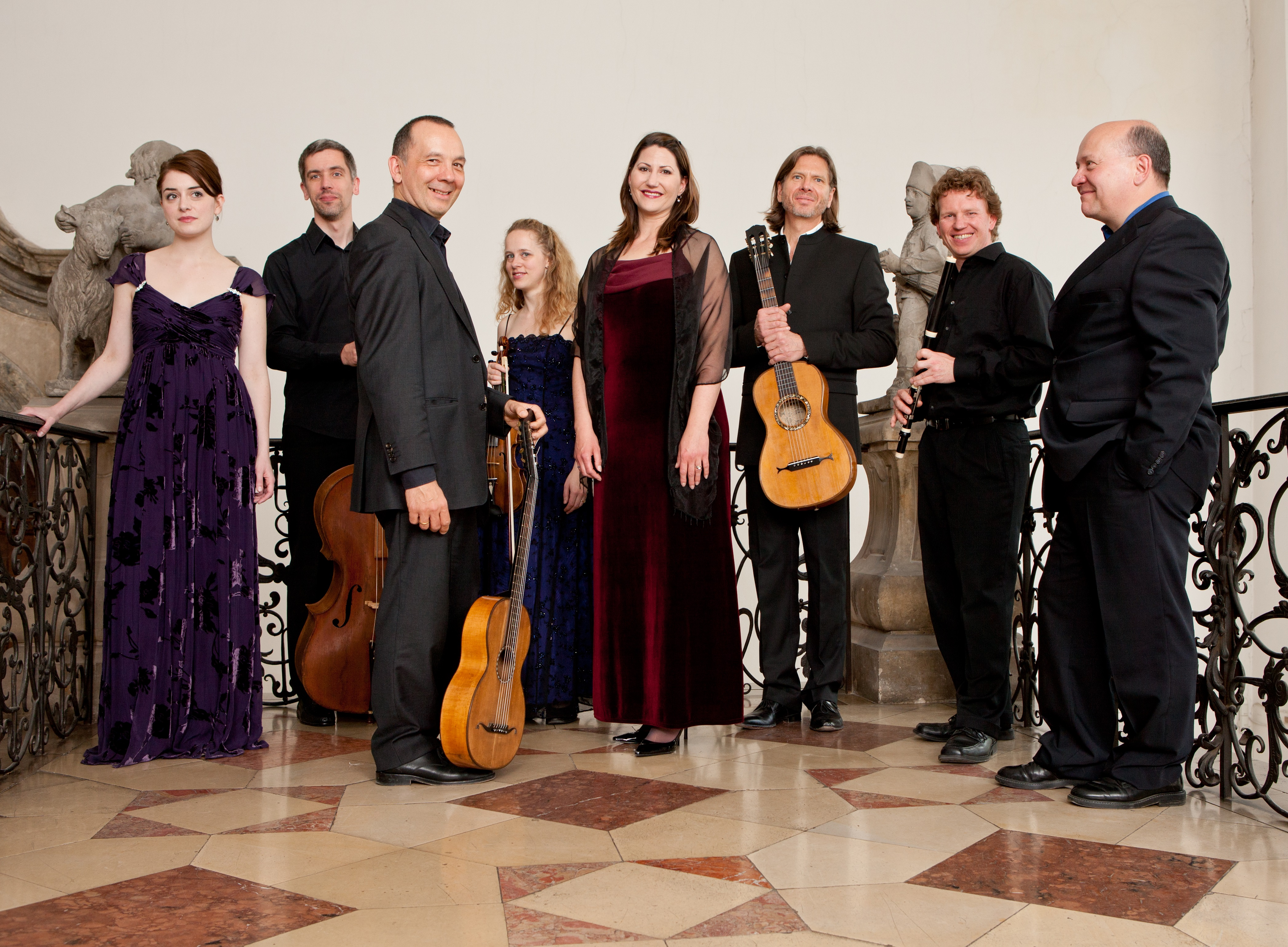
EPM – Besetzung „Rose of Sharon“

Das Ensemble Phoenix Munich (EPM) ist ein Ensemble für Alte Musik mit Sitz in München, das sich vorwiegend der Musik aus der Renaissance und dem Barock sowie der frühen Musik Amerikas widmet. Gründer und Leiter des Ensembles ist der Bass und Lautenist Joel Frederiksen.

## Aktivitäten
Das Ensemble Phoenix Munich wurde im Jahr 2003 von dem amerikanischen Alte-Musik-Spezialisten und Musiker Joel Frederiksen gegründet. Seit 2007 präsentiert das Ensemble jährlich die Konzertreihe „Zwischen Mars und Venus“ im Bayerischen Nationalmuseum, München. Zudem tritt es regelmäßig auf internationalen Festivals sowie mit Künstlern wie Hille Perl oder Emma Kirkby auf. Die Programme des EPM, die sich von Musik aus Renaissance und Frühbarock (ca. 1500–1650) bis zur frühen Musik Amerikas (ca. 1800–1900) spannen, sind geprägt durch seinen Leiter Joel Frederiksen. Das Ensemble benutzt Faksimiles der Originalquellen, historische Instrumente bzw. deren Nachbauten, verwendet die Stimmung der jeweiligen Länder und Epochen und hält Kontakt zur neueren Forschung über Aspekte der historischen Interpretation. Zudem gibt es immer wieder Ausflüge in die neue Musik mit Kompositionsaufträgen für ausgewählte Programme. Gastverpflichtungen führen das Ensemble Phoenix Munich regelmäßig zu Festivals, u. a. Innsbrucker Festwochen, Festwochen der Alten Musik in Brügge, Tage Alter Musik in Herne, Festival d’Ile de France, Prager Frühling, Budapester Frühlingsfestival. Es liegen verschiedene CD-Einspielungen des EPM vor, erschienen bei harmonia mundi France und SONY / DHM. Die Rechtsform des Ensemble Phoenix Munich ist seit 2010 der gemeinnützige Verein (EPM e.V.).

## Auszeichnungen
- ECHO Klassik 2013: für die CD Requiem for a Pink Moon, „Klassik ohne Grenzen“
- Preis der deutschen Schallplattenkritik Bestenliste 2008: für die CD O felice morire
- Best of 2007 Records of the Year (Aufnahmen des Jahres): von ClassicsToday.com und Audiophile Audition für die CD The Elfin Knight

## CDs
- Tell me true love – Musik von John Dowland (1563–1626), Sony Music / DHM
- Requiem for a Pink Moon – An Elizabethan Tribute to Nick Drake (1948–1974), harmonia mundi HMC 902111
- Rose of Sharon -100 Years of American Music, harmonia mundi HMC 902085
- O felice morire – Firenze 1600, harmonia mundi HMC 901999
- The Elfin Knight – Ballads and Dances, harmonia mundi HMC 901983
- Orpheus, I am – Englische, französische und italienische Musik der Renaissance und des Frühbarocks, EPM Productions 2003
- DVD Joel Frederiksen: LIVE – Italienische virtuos Musik des Frühbarocks, Dvorak Artists International